# Jibacoa (Mayabeque)
Ne pas confondre avec Jibacoa (Manicaragua) (en), localité de la province de Villa Clara à Cuba
.
| \| Localisation sur la carte de Cuba \| Localisation sur la carte de Cuba. |
| Localisation sur la carte de Cuba                                          |

Jibacoa est un consejo popular de la municipalité de Santa Cruz del Norte, dans la province de Mayabeque, à Cuba.
Il est souvent confondu avec Playa Jibacoa, originellement un village de pêcheurs situé à l'embouchure du cours d'eau (río) Jibacoa.

## Situation et transports
Jibacoa
Jibacoa est à 60 km à l'est de La Havane,  
à 7,7 km au sud-est de Santa Cruz del Norte,
à environ 5 km de la côte (et de Playa Jibacoa)
et à 40 km au nord-est de sa capitale de province San José de las Lajas.
Le village est sur la route de Santa Cruz del Norte à Aguacate et Madruga.
Il s'y trouve une station de chemin de fer.
Playa Jibacoa
Playa Jibacoa se trouve sur la Via Blanca, route à quatre voies qui relie La Havane à Varadero par Matanzas.

## Histoire
Le village de San Lorenzo de Jibacoa del Norte est fondé en 1756 par Don Gonzalo de Herrera y Berrio, marquis de Villalta, bien avant que l’un de ses descendants, Don Jerónimo Espinosa de Contreras, n'obtienne un titre de comte sur ces terres. Le village acquiert en 1780 une église, auxilliaire de la paroisse de Santa Cruz del Norte ; il ne devient une paroisse de plein droit qu'en 1803. Le développement est lent : en 1827, c'est encore un petit village. Mais les terres sont fertiles et le climat est sain. Le bourg est chef de partido (en) (plus ou moins égal au canton) et compte 65 maisons, y compris celle qui sert d'église. Tous ces bâtiments sont construites en matériaux simples : toit en guano et des murs de yagua. Mais on y trouve une pharmacie, une forge, une cordonnerie, une menuiserie, deux magasins de tabac, deux boulangeries et cinq magasins mixtes. 

Le village compte 540 habitants en 1919, 2 909 en 1931 et 3 177 en 1942.
Dans les années 1990, un complexe touristique « tout compris », sous la marque jamaïcaine Breezes Superclub, a été construit à l'est du village. Ce fut l'un des tout premiers investissements étrangers dans l'île.[réf. nécessaire]